# Aurora Center
Aurora Center è un census-designated place (CDP) degli Stati Uniti d'America della contea di Aurora nello Stato del Dakota del Sud. La popolazione era di 12 abitanti al censimento del 2010.

## Geografia fisica
Aurora Center è situata a 43°51′44″N 98°21′13″W (43.862198, -98.353642).
Secondo lo United States Census Bureau, la città ha una superficie totale di 0,11 km², dei quali 0,11 km² di territorio e 0 km² di acque interne (0% del totale).
Ad Aurora Center è stato assegnato lo ZIP code 57375 e lo FIPS place code 02860.

## Società

### Evoluzione demografica
Secondo il censimento del 2010, la popolazione era di 12 abitanti.

### Etnie e minoranze straniere
Secondo il censimento del 2010, la composizione etnica della città era formata dal 100% di bianchi, lo 0% di afroamericani, lo 0% di nativi americani, lo 0% di asiatici, lo 0% di oceanici, lo 0% di altre razze, e lo 0% di due o più etnie. Ispanici o latinos di qualunque razza erano lo 0% della popolazione.